# Ден Гоокін
Ден Гоокін (англ. Dan Gookin; * 19 жовтня 1960, Сан-Дієго, Каліфорнія, США) — автор низки комп'ютерних книг «для чайників», таких як «ПК для чайників» та «DOS для чайників». Книги цього автора написані на зразок довготривалих серій і супроводжуються легким гумором та жартами, що робить їх простішими для сприйняття початківців в різних комп'ютерних питаннях. Ден є членом міської ради  міста Коер д'Ален.

## Біографія
Автор живе в місті Кер-д'Ален, штату Айдахо, де працює в театральному співтоваристві, а 1997 року став художнім керівником театру "Лейк-Сіті". Дена було обрано до міської ради міста Кер д'Ален в листопаді 2011 року. 
Він є випускником Каліфорнійського університету Сан-Дієго, із ступенем бакалавра  мистецтв у галузі комунікацій та візуальних мистецтв.

## Професійна діяльність
Гоокін написав понад 150 комп'ютерних книг. Його вебсайт містить розділи довідки про комп'ютер та блог, і оновлюється кілька разів на тиждень. Він був редактором ComputorEdge Magazine, місцевого комп'ютерного періодичного видання Сан-Дієго з 1987 по 1989 рік.